# シルウァーヌス

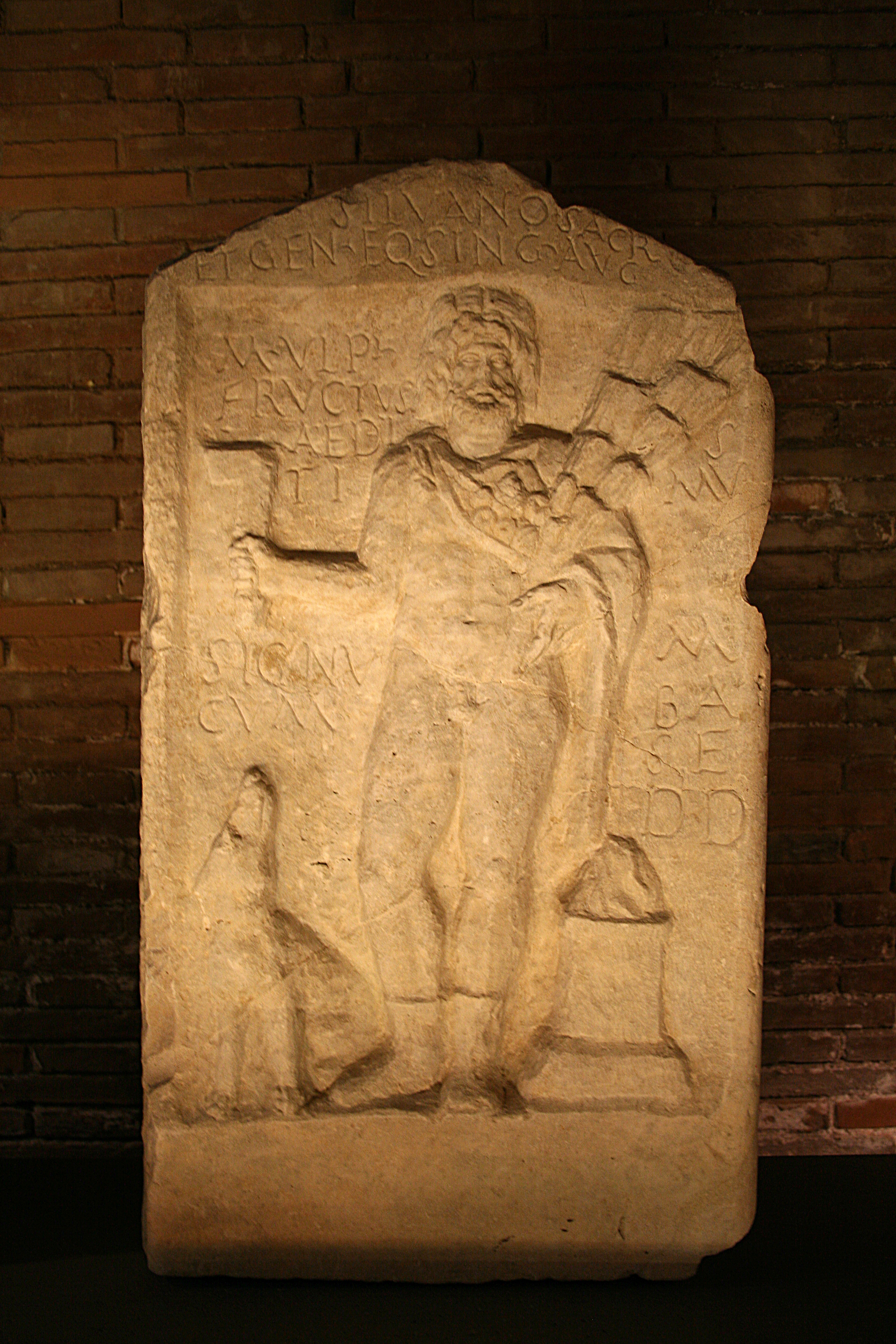
浅浮き彫りで飾られた祭壇には、神シルバヌスを描いた。

シルウァヌス（ラテン語: Silvanus）は、ローマにおける森を守護する精霊である。その名は 「森の」の意味。シルヴァヌスとも呼称される。
明らかにエトルリア神話のセルヴァンス（Selvans)　の系統をひくものである。大カトの『農業論』の中では、家畜の安全を護ってくれるようマルス・シルウァヌス (Mars Silvanus) に供物を捧げていることが記されている。
ギリシア神話のシーレーノス（サテュロスと一緒にディオニューソスに随行した酒のみの精霊）とははっきりしたつながりがない。